# Oligotrema sandersi
Oligotrema sandersi är en sjöpungsart som först beskrevs av Monniot 1968.  Oligotrema sandersi ingår i släktet Oligotrema och familjen Hexacrobylidae. Inga underarter finns listade i Catalogue of Life.